# 法勒 (澳大利亞國會選區)
法勒選區（英語：Division of Farrer），是澳大利亞新南威爾士州的下議院選區，位於該州最西部。面積247,097平方公里。
選區始於1949年，以紀念農學家威廉·法勒。當區議員一直都屬保守政黨的根據地。自2001年起當區議員是自由黨的蘇珊·萊。